# Contempo Records
La Contempo Records era una etichetta musicale italiana che si occupava di sonorità electro, gothic, industrial e sperimentazione.

## Storia
La Contempo Records fu attiva a Firenze fra il 1983 e il 1995. L'etichetta nasce sulla base del negozio di dischi omonimo, gestito da Giampiero Barlotti. In questi anni pubblicò alcuni degli artisti più significativi della scena Elettronica e Industrial italiana ed internazionale. Nella sua scuderia erano presenti nomi come Pankow, Clock DVA e Lassigue Bendthaus.
L'etichetta non va confusa con una omonima britannica fondata nel 1973 da John Abbey.

## Pubblicazioni
| Anno | Interprete             | Titolo                                               | Formato                          |
| ---- | ---------------------- | ---------------------------------------------------- | -------------------------------- |
| 1983 | Diaframma              | Altrove                                              | EP                               |
| 1984 | Hypnodance             | Wrong State Of Mind                                  | 12"                              |
| 1984 | Litfiba                | Yassassin                                            | 12"                              |
| 1984 | Baciamibartali         | The Mournful Gloom                                   | 12"                              |
| 1984 | Viridanse              | Benvenuto Cellini                                    | 12" EP                           |
| 1984 | A.T.R.O.X.             | Water Tales                                          | LP                               |
| 1984 | Carillon del Dolore    | Trasfigurazione                                      | 12" EP                           |
| 1985 | Clan of Xymox          | Clan of Xymox                                        | LP Album                         |
| 1985 | Petali del Cariglione  | Capitolo IV                                          | LP Album                         |
| 1985 | The Rose of Avalanche  | First Avalanche                                      | LP Album                         |
| 1985 | Soul Hunter            | Cain's Sign                                          | 12" EP                           |
| 1985 | Death in Venice        | Presence in Absence                                  | 12" EP                           |
| 1985 | Militia                | Folk II                                              | 12"                              |
| 1985 | Venus in Furs          | Platonic Love & Other Stories                        | LP Album                         |
| 1985 | Voices                 | Memories' Floor                                      | 12"                              |
| 1985 | Clan of Xymox          | A Day / Stranger                                     | 12"                              |
| 1986 | Christian Death        | Catastrophe Ballet                                   | LP Album e LP Album Pic          |
| 1986 | Death in Venice        | Paroxismós                                           | 7" Single                        |
| 1986 | Sarean Quartar         | Paris Need Not Be Warm                               | 7"                               |
| 1986 | Soul Hunter            | Fishes Like Water / You're A Better Man Than I       | 7" Pic                           |
| 1986 | Knot Toulouse          | The Leaves Are Turning Blue                          | 7"                               |
| 1986 | Sarean Quartar         | Paris Need Not Be Warm                               | 12"                              |
| 1986 | Death In Venice        | Paroxismós                                           | 12"                              |
| 1986 | Soul Hunter            | Maelstrom                                            | 12                               |
| 1987 | Steven Brown           | Brown Plays Tenco                                    | Cassetta S/Side                  |
| 1987 | Pankow                 | Freiheit Fuer Die Sklaven                            | LP Album Ltd/LP Album + 7"/LP/CD |
| 1987 | Christian Death        | A Catastrophe Ballet With Rhapsody Of Youth And Rain | CD Album                         |
| 1987 | Pankow                 | Gimme More (Much More)                               | 7" Promo                         |
| 1987 | Sarean Quartar         | Precious                                             | 12" EP                           |
| 1988 | Gli Avvoltoi           | Il Nostro È Solo Un Mondo Beat                       | LP Album                         |
| 1988 | Cocteau Twins          | Blue Bell Knoll                                      | LP Album/CD Album                |
| 1988 | Nuova Era              | L'Ultimo Viaggio                                     | LP                               |
| 1988 | Dead Can Dance         | The Serpent's Egg                                    | LP Album                         |
| 1988 | Pankow                 | Play The Hits Of The Nineties                        | 12"                              |
| 1988 | Pankow                 | Touch                                                | 12"                              |
| 1988 | Π                      | Texas And Paraguay                                   | 7" S/Side Promo                  |
| 1989 | Pixies                 | Doolittle                                            | LP Album                         |
| 1989 | Diaframma              | Diaframma 8183                                       | LP Compilation/CD Compilation    |
| 1989 | Pankow                 | Gisela                                               | LP                               |
| 1989 | Pankow                 | Kunst Und Wahnsinn                                   | 12"                              |
| 1989 | Pankow                 | Me & My Ding Dong / Germany Is Burning               | 12"                              |
| 1990 | Gli Avvoltoi           | Quando Verrà Il Giorno                               | LP Album                         |
| 1990 | Christian Death        | Deathwish                                            | Cassetta                         |
| 1990 | Christian Death        | Past, Present And Forever                            | Cassetta/LP/CD Album             |
| 1990 | Christian Death        | Insanus, Ultio, Proditio, Misericordiaque            | Cassetta/LP/CD Album             |
| 1990 | Clock DVA              | White Souls In Black Suits                           | Cassetta/LP/CD Album             |
| 1990 | Pankow                 | Omne Animal Triste Post Coitum                       | Cassetta/LP/CD Album             |
| 1990 | The Thing              | From Another World                                   | LP                               |
| 1990 | Soul Hunters           | Just In The Nick Of Time                             | LP                               |
| 1990 | Suicide                | 1/2 Alive                                            | LP                               |
| 1990 | The Breeders           | Pod                                                  | LP                               |
| 1990 | Cocteau Twins          | Heaven Or Las Vegas                                  | LP                               |
| 1990 | Fields of the Nephilim | Returning to Gehenna                                 | EP                               |
| 1990 | Pixies                 | Surfer Rosa & Come On Pilgrim                        | CD Album                         |
| 1990 | Christian Death        | The Decomposition Of Violets - Live In Hollywood     | CD                               |
| 1990 | Arcansiel              | Stillsearching                                       | EP                               |
| 1990 | Volume Sick            | Six Razorblades                                      | CD Album                         |
| 1990 | Suicide                | Half Alive                                           | CD                               |
| 1990 | Dead Can Dance         | Aion                                                 | CD Album                         |
| 1990 | Pixies                 | Bossanova                                            | CD Album                         |
| 1990 | Clock DVA              | White Souls In Black Suits                           | CD Album                         |
| 1990 | Hypnodance             | In The City                                          | 12"                              |
| 1990 | Volume Sick            | Sex Bomb (Really Rude)                               | 12"                              |
| 1990 | Pankow                 | Remember Me / Heads Will Roll                        | 12"/CD Maxi                      |
| 1991 | Pankow                 | Svobody!                                             | LP compilation                   |
| 1991 | Attrition              | A Tricky Business                                    | Cassetta/CD Album                |
| 1991 | Clock DVA              | Man-Amplified                                        | Cassetta/LP/CD Album             |
| 1991 | Fields of the Nephilim | Laura                                                | Cassetta                         |
| 1991 | Aton's                 | Caccia Grossa                                        | Lp album                         |
| 1991 | Throwing Muses         | The Real Ramona                                      | LP Album                         |
| 1991 | Black Rose             | The Room Inside                                      | LP                               |
| 1991 | Distant Locust         | Chemical Wedding Feast                               | LP Album                         |
| 1991 | The Wolfgang Press     | Queer                                                | LP Album + 12"                   |
| 1991 | AA.VV.                 | Contemporary '91                                     | LP Album                         |
| 1991 | Death SS               | Heavy Demons                                         | LP Album                         |
| 1991 | Pankow                 | Walpurgisnacht                                       | 12" S/Side                       |
| 1991 | Black Rose             | Twilight                                             | 12"                              |
| 1991 | Clock DVA              | Final Program                                        | 12"                              |
| 1991 | Attrition              | Thin Red Line                                        | 12"                              |
| 1991 | AA.VV.                 | XCD001                                               | 12"                              |
| 1992 | Clock DVA              | Final Program                                        | 12"                              |
| 1992 | Clock DVA              | Thirst                                               | Cassetta/LP/CD Album             |
| 1992 | Lassigue Bendthaus     | Cloned                                               | Cassetta/LP/CD Album             |
| 1992 | Pankow                 | Treue Hunde                                          | LP/CD                            |
| 1992 | Nuova Era              | Io E Il Tempo                                        | LP                               |
| 1992 | Clock DVA              | Man-Amplified                                        | LP/CD Album                      |
| 1992 | Clock DVA              | Buried Dreams                                        | 12"                              |
| 1992 | Clock DVA              | Transitional Voices                                  | LP/CD album                      |
| 1992 | Lassigue Bendthaus     | Biohazard                                            | 12"                              |
| 1992 | Lassigue Bendthaus     | Cloned                                               | LP/CD                            |
| 1992 | Technogod              | Hemo Glow Ball                                       | LP/CD Album                      |
| 1992 | Clock DVA              | Digital Soundtracks                                  | Cassetta/LP/CD Album             |
| 1992 | FM                     | Angelus                                              | CD Album                         |
| 1992 | Pig                    | A Stroll In The Pork                                 | EP                               |
| 1992 | Lassigue Bendthaus     | Matter                                               | CD Album                         |
| 1992 | Lassigue Bendthaus     | Cloned:Binary                                        | CD                               |
| 1992 | AA.VV.                 | Contemporaneo Piano 1991                             | 2xCD                             |
| 1992 | Black Rose             | Silent Tears                                         | CD                               |
| 1992 | Pig                    | Hello Hooray                                         | 12"                              |
| 1992 | Sylvester's Death      | The Cursed Concert                                   | CD                               |
| 1992 | Pankow                 | Stupidity / Remembermeremix / (Do The) Rotkäppchen   | 12"                              |
| 1992 | Pankow                 | My Baby Can...                                       | 12"                              |
| 1992 | Clock DVA              | Bitstream                                            | 12"                              |
| 1992 | Clock DVA              | 4 Hours                                              | 12"                              |
| 1992 | Volume Sick            | Ghetto Ghetto                                        | 12"                              |
| 1992 | Attrition              | Something In My Eye                                  | 12"                              |
| 1992 | Pig                    | Hello Hooray                                         | 12" EP                           |
| 1992 | Lassigue Bendthaus     | Biofeedback                                          | 12"                              |
| 1992 | AA.VV.                 | Epitaph Peripherer Tonkünste                         | CD Promo                         |
| 1993 | Extrema                | Tension At The Seams                                 | LP/CD Album                      |
| 1993 | C.O.D.E.X.             | TV, Virus & Magika                                   | Cassetta/CD Album                |
| 1993 | Extrema                | Proud, Powerful' N' Alive                            | CD/EP                            |
| 1993 | Electrocution          | Inside The Unreal                                    | LP/CD/MC                         |
| 1993 | Black Rose             | Beyond The Walls Of Sleep                            | Cassetta/CD Album                |
| 1993 | Clock DVA              | Sign                                                 | LP                               |
| 1993 | Technogod              | Intoxigen                                            | 12"/ CD Maxi                     |
| 1993 | Technogod              | Dogma Blaster EP                                     | 12"/CD/ EP                       |
| 1993 | Clock DVA              | Voice Recognition Test                               | 12"/CD Maxi                      |
| 1993 | Clock DVA              | Eternity                                             | 12" CD Maxi                      |
| 1994 | Diaframma              | Il Ritorno Dei Desideri                              | CD                               |
| 2005 | Pankow                 | The Art Of Gentle Revolution                         | 5xCD                             |
| 2005 | Neon                   | Boxed                                                | Box 7xCD                         |
| 2010 | Gronge                 | Senile Agitation - A Giovanni Lindo                  | CD Album                         |